# Chalybs janias
Espèce
Chalybs janias est un papillon de la famille des Lycaenidae, de la sous-famille des Theclinae et du genre Chalybs.

## Dénomination
Chalybs janias a été décrit par Pieter Cramer en 17759 sous le nom initial de Papilio jamias.
Synonyme: Thecla cecina, Hewitson, 1873.

### Nom vernaculaire
Chalybs janias se nomme Janias Greenstreak en anglais.

## Description
Chalybs janias est un petit papillon aux pattes et aux antennes cerclés de blanc et noir, avec deux fines queues noires à chaque aile postérieure, une  longue et une plus courte.
Le dessus des ailes est marron avec une suffusion bleu métallisé en large plage à partir du bord interne aux ailes antérieures, ne laissant qu'une bordure marron au bord costal et au bord interne aux ailes  postérieures.
Le revers est vert ou plutôt bleu suffusé de jaune, avec deux ocelles noirs dont un en position anale.

## Écologie et distribution
Chalybs janias est présent Mexique, au Guatemala, au Honduras,  en Colombie, au Venezuela, au Surinam et en Guyane,,.

### Protection
Pas de statut de protection particulier.